# György Kurtág
György Kurtág (født 19. februar 1926 i Lugoj) er en rumænsk-født ungarsk komponist af samtidsmusik. For at studere musik flyttede han som ung til Ungarn, hvor han blev statsborger i 1948. Uddannelsen i klaver og komposition foregik på Franz Liszt Academy of Music, hvor han senere blev lærer.
I 1954 og 1956 modtog Kurtág den ungarske stats 'Erkel' kompositionspris og fik i 1957 et års kompositionsundervisning i Frankrig. Indtil da havde han kun haft et lille kendskab til den musikalske udvikling i Vesteuropa. I Paris kastede han sig ivrigt over studiet af bl.a. Weberns musik.
Kurtágs strygekvartet opus 1 kan ses som en perfekt symbiose af Bartok og Weberns stil. Den blev i 1961 det først opførte ungarske musikstykke, der havde assimileret det moderne vesteuropæiske tonesprog.
Det tog 5 år at komponere den 40 minutters lange Bornemisza Péter Mondásai. En sangcyklus for sopran og klaver, der vakte begejstring i Ungarn, men ikke gjorde det store indtryk i den ny musiks mekka i Darmstadt.
Kurtág havde aldrig gjort det store for at markedsføre sig selv. Da han i 1986 gik på pension som lærer og flyttede til Berlin, fik europæerne for alvor øjnene op for hans geniale kvaliteter. Siden blev hen hyret enten som huskomponist eller gæsteprofessor i Berlin, Wien, Amsterdam og Paris
Hans meget lille produktion skyldes, at han komponerede langsomt og tilbagekaldte både sine første kompositioner og de værker der var produceret for at tilgodese den socialistiske regering.
Værkerne har ofte en speciel instrumentation såsom cimbalom, celeste, piano, harpe, mandolin og perkussion i sangcyklussen Poslaniya pokoynoy R.V. Trusovoy, der i øvrigt har ligheder med Schönbergs berømte Pierrot Lunaire.
Kurtág modtog Léonie Sonnings Musikpris i 2003.